# Börge Hellström
Börge Lennart Hellström (født 25. september 1957, død 17. februar 2017) var en svensk krimiforfatter, der sammen med journalisten Anders Roslund udgjorde den ene halvdel af forfatterduoen Roslund & Hellström.
Roslund & Hellström debuterede med kriminalromanen Udyret i 2004. Temaerne i deres bøger handler hovedsageligt om, hvem der er offeret, og hvem der er gerningsmanden. Bøgerne er blevet oversat til over 25 sprog.

## Liv og karriere
Börge Hellström blev født den 25. september 1957. Som barn blev han seksuelt misbrugt, og i teenageårene begik Hellström en række forbrydelser såsom hærværk og biltyveri, inden han blev arresteret og kom i fængsel.
Efter et selvmordsforsøg kom Hellström i behandling og begyndte efterhånden at tale åbent om sin mishandling i barndommen. Han blev kendt som stiftende medlem af organisationen KRIS, der har til formål at bekæmpe kriminalitet og yde støtte til tidligere kriminelle. Organisationen har også til formål med at hjælpe kriminelle ud fra stofmisbrug. Ifølge Hellström selv havde han tidligere et skadeligt forbrug af stoffer.
I 2004 debuterede Börge Hellström som forfatter med kriminalromanen Udyret, der omhandler problemet med pædofili, barnemord og hævndrab. Bogen er inspireret af Hellströms egne erfaringer og var skrevet i samarbejde med Anders Roslund, hvor den fik stor opmærksomhed i Sverige. Hellström og Roslund blev året efter i 2005 tildelt litteraturprisen Glasnøglen for romanen. De udgav sidenhen syv andre bøger, indtil Hellströms død i 2017. Blandt disse talte Box 21 (2005), Finnigans ære (2006), Pigen under gaden (2008) og To soldater (2012).

## Sygdom og død
Hellström, der boede i Värmdö kommun nær Stockholm, fik konstateret kræft i 2015. Han døde den 17. februar 2017, 59 år gammel.